# Florence Dugdale
Florence Emily Dugdale (Enfield, 12 januari 1879 - Dorchester, 17 oktober 1937) was een Engels kinderboekenschrijfster en de tweede echtgenote van de romanschrijver en dichter Thomas Hardy.
Florence Dugdale was de tweede van vier dochters van Edward Dugdale, hoofd van de lagere school St Andrew's National School for Boys. Zelf bezocht zij de (bijna) gelijknamige meisjesschool. Na haar opleiding besloot ze zelf ook het onderwijzersvak in te gaan. Zij deed een deel van de opleiding op haar eigen lagere school en begon als onderwijzeres op de school van haar vader in 1897.
Via Hardy's goede vriendin Florence Henniker raakte zij in 1905 in contact met de schrijver en raakte met hem bevriend. Zij was destijds 26 jaar oud en Hardy was 65. In 1908 stopte zij met haar werk als onderwijzeres om zich te wijden aan haar schrijverschap en om Hardy bij te staan als zijn secretaresse en als assistent bij zijn onderzoekswerk voor onder meer zijn grote werk The Dynasts. Hardy's huwelijk met Emma Gifford, die hij in 1874 had getrouwd, was verzand. Er waren wederzijds fricties; Emma had het gevoel dat ze beneden haar stand was getrouwd en dat haar man niet te vertrouwen was. Haar onvoorspelbare en impulsieve karakter werd op den duur een last voor de schrijver. Uit diverse opmerkingen van bezoekers werd ook duidelijk dat Emma in haar laatste levensjaren psychisch labiel was. Of er in die periode al intieme betrekkingen waren tussen Hardy en Florence is niet bekend, aangezien vrijwel alle persoonlijke correspondentie en aantekeningen daarover al voor en zeker na Hardy's dood op zijn verzoek werden vernietigd. In 1912 verscheen, geassisteerd door Hardy, The Book of Baby Birds van Florence Dugdale. Emma overleed in datzelfde jaar op 27 november, een gebeurtenis die de schrijver zeer aangreep.
In 1913 trok Florence bij Hardy in in diens zelf ontworpen huis 'Max Gate' in Dorchester. Hij trouwde de bijna 40 jaar jongere Florence tijdens een korte ceremonie op 10 februari 1914. Hoewel Florence een bescheiden en loyale echtgenote was, was het voor haar een teleurstelling en een reden voor enige jaloezie dat Hardy nog altijd spijt had van de manier waarop hij Emma had behandeld en dat hij deze gevoelens uitte in zijn gedichten uit 1912 en 1913. Hierin beschrijft hij zijn gevoel van verlies en herbeleeft hij de gelukkige momenten uit zijn eerste huwelijk.
In Hardy's laatste levensjaren schreef en/of dicteerde hij zijn biografie. Deze verscheen na zijn dood in twee delen in 1928 en 1930 en werd op naam gesteld van Florence Hardy, die er zelf ook zeker haar aandeel in heeft gehad. Ook heeft zij met Hardy samengewerkt aan de korte verhalen Blue Jimmy: The Horse Stealer en The Unconquerable.
Florence Hardy overleed in 1937 op 58-jarige leeftijd in Max Gate aan de gevolgen van kanker. Na haar crematie werd haar as bijgezet in Hardy's graf in Stinsford.